# Saltnes (Färöer)

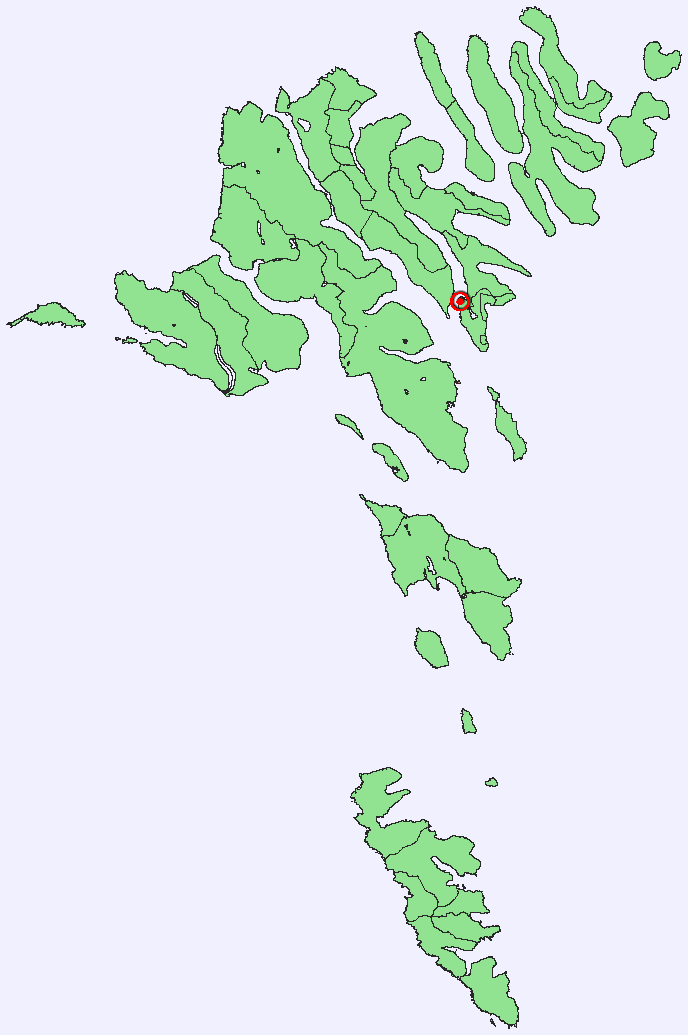

Saltnes [ˈsaltneːs] (dänisch Saltnæs) ist ein Ort der Färöer im Süden Eysturoys.
- Einwohner: 168 (1. Januar 2024)[1]
- Postleitzahl: FO-656
- Kommune: Nes kommuna

Saltnes liegt am Eingang des längsten färöischen Fjords, Skálafjørður, an dessen Ostufer auf halbem Weg zwischen Runavík im Osten und Toftir im Süden.